# Grupo ITI

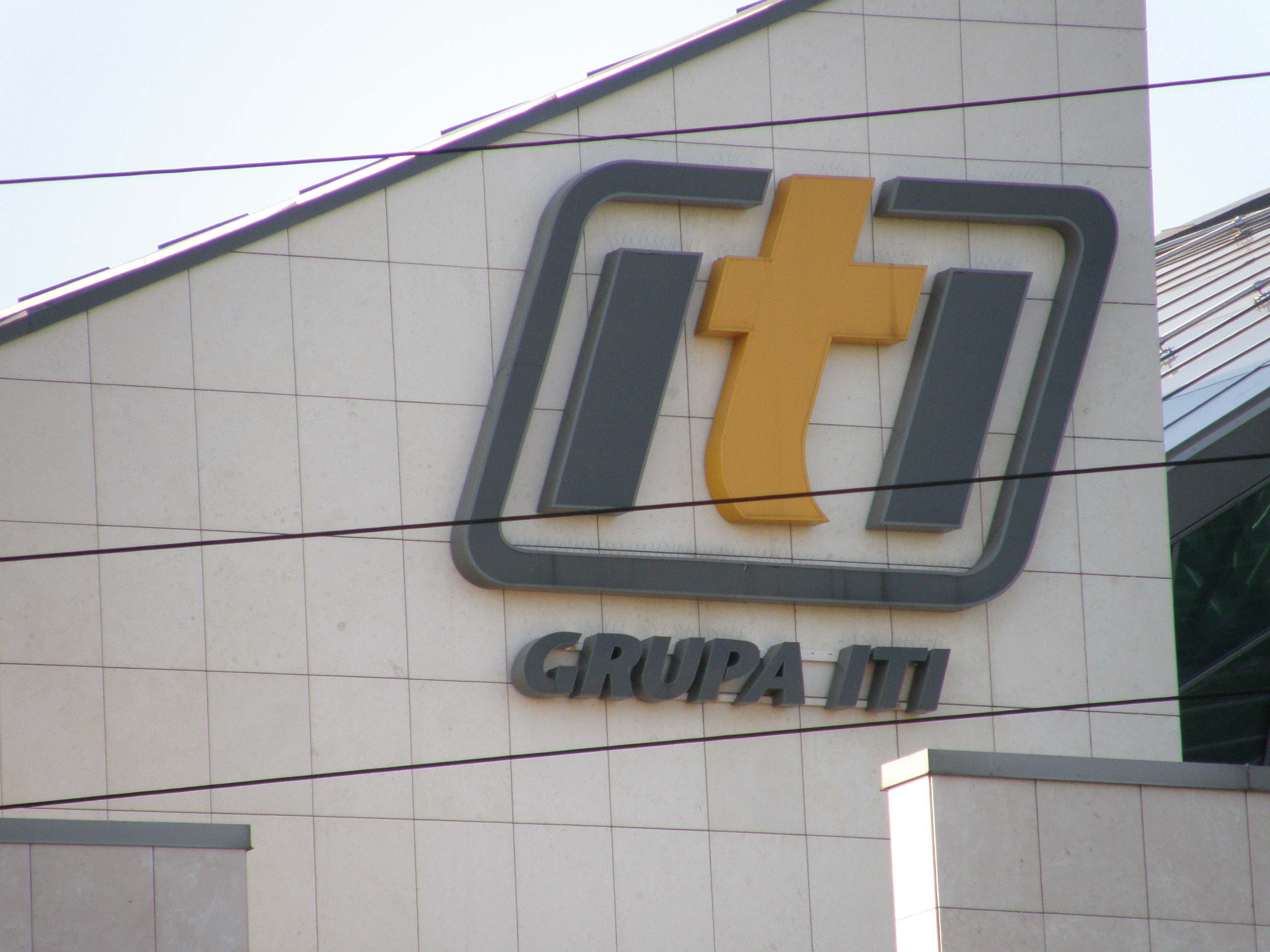
Grupo ITI

Grupo ITI - (ing.International Trading and Investments Holdings SA Luxembourg) – es un holding mediático y de entretenimiento, creado en 1984 en Polonia.
El Grupo ITI es el mayor operador en el mercado mediático de Polonia, que reúne en sus manos los servicios más populares de televisión e Internet, dos sectores que forman la base de la sociedad de información.
Originalmente fue fundado por Jan Wejchert y Mariusz Walter, pero en 1991 se juntó a ellos Bruno Valsangiacomo. Los tres eran fundadores y principales accionarios del grupo.  

## Historia

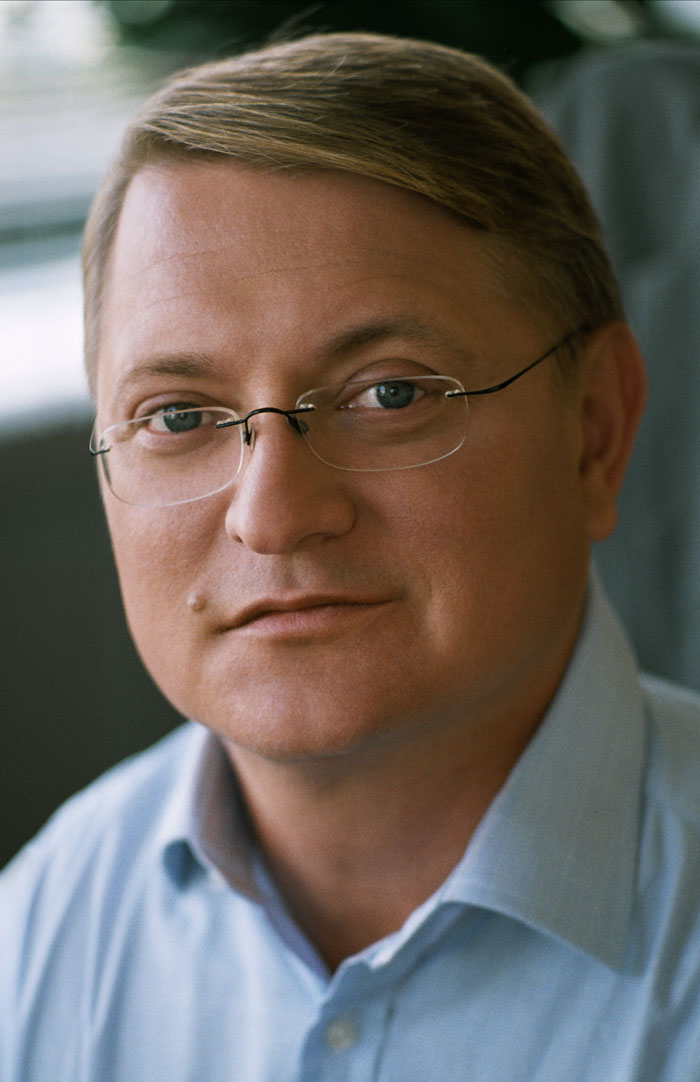
Wojciech Kostrzewa

ITI fue uno de los primeros grupos privados en Polonia. Principalmente su actividad consistía en importar y exportar el equipo electrónico Hitachi, en actuar en el mercado publicitario y en distribuir las películas proyectadas en cines. 
Entre 1995 y 2002, el grupo se centró en el mercado mediático y de entretenimiento. En 1995 empezó la cooperación con CME (Central European Media Enterprises), una empresa mediática con la sede en Islas Bermudas, fundada por Ronald Lauder, propietaria de gran parte de contenidos presentados en Europa Central. Dos años más tarde comenzó a emitir su primer canal de televisión TVN. 
En enero de 2005, Wojciech Kostrzewa se unió al grupo de accionarios como el cuarto socio, ocupando el puesto del presidente y el CEO del Grupo ITI. Desde 2009, el presidente del grupo es el suizo Markus Tellenbach.

## Plataforma digital
Desde el día 12 de octubre de 2006, el Grupo ITI posee su propia plataforma digital televisiva-radiofónica llamada "n". El operador de esta plataforma es la empresa ITI Neovision, el miembro del Grupo TVN. A día 31 de julio de 2012, la plataforma "n" gozaba de 983 mil abonados que la situaba en el primer puesto entre los grupos televisivos en Polonia. 
El día 19 de diciembre de 2011 el Grupo Canal+ (1,5 millones de usuarios) y el Grupo ITI (1,2 millones de usuarios) anunciaron un acuerdo de cooperación estratégica, que se hizo patente a finales de noviembre de 2012, cuando las dos grandes plataformas se fusionaron y crearon una plataforma llamada n+. Su presidente de honor es el fundador original del grupo ITI, Mariusz Walter y el presidente general es el presidente actual, Bruno Valsangiacomo. 

## Emisión y producción de programas televisivos
El Grupo ITI actúa en el mercado de la televisión comercial mayoritariamente a través del Grupo TVN que es una se las redes televisivas polacas más significativas.
La propia estación TVN es considerada como un canal fiable, gracias al remombre de su telediario Fakty, emitido diariamente  
a las 19 h. 

Logo de la cadena TVN

El Grupo TVN ofrece una gran variedad de canales temáticos y generalistas, cuyos programas son 
tanto de origen polaco como internacional. 
En marzo de 2002, el grupo pone en marcha el canal TVN Siedem, que emite las películas, series y programas de entretenimiento.
Además ofrece un canal todo noticias, TVN 24, el primer canal temático que emite las 24 horas el contenido informativo. Es el canal de pago más popular dentro de los paneles de las televisiones de cable, según el estudio de audiencias AGB (Nielsen Audience Measurement). 
En mayo de 2003 empieza a emitir el canal TVN Meteo, siendo el primer canal polaco de  temática meteorológica. En diciembre del mismo año se pone en marcha TVN Turbo, el canal temático sobre automovilismo. 
En abril de 2004, por primera vez se opta por abrir el contenido al público polaco en el extranjero, a través del canal de entretenimiento ITVN. 
TVN Style, un canal sobre la salud y la belleza empieza a emitir en agosto de 2004, siendo éste el primer canal televisivo polaco de la temática lifestyle. 
En 2005, el Grupo TVN crea TVN Gra, un canal Interactividad de entretenimiento, mientras que en octubre de 2006 funda dos programas educativos interactivos: TVN Med, dirigido a los médicos y TVN Lingua, un canal interactivo de aprendizaje de lenguas.
En la oferta se encuentran también Discovery Historia, un canal de documentales surgido a raíz de un acuerdo entre el Grupo ITI 
y Discovery.

## Entretenimiento
Además de dominar el mercado televisivo, el grupo ITI es también un jugador importante en otros sectores de entretenimiento. Desde 1998 es el principal operador de cine en Polonia, ya que posee una red de cines múltiplex llamada Multikino, creada a base de joint venture entre un grupo de cine que ya no existe, UCI (United Cinemas International) y el grupo ITI. 

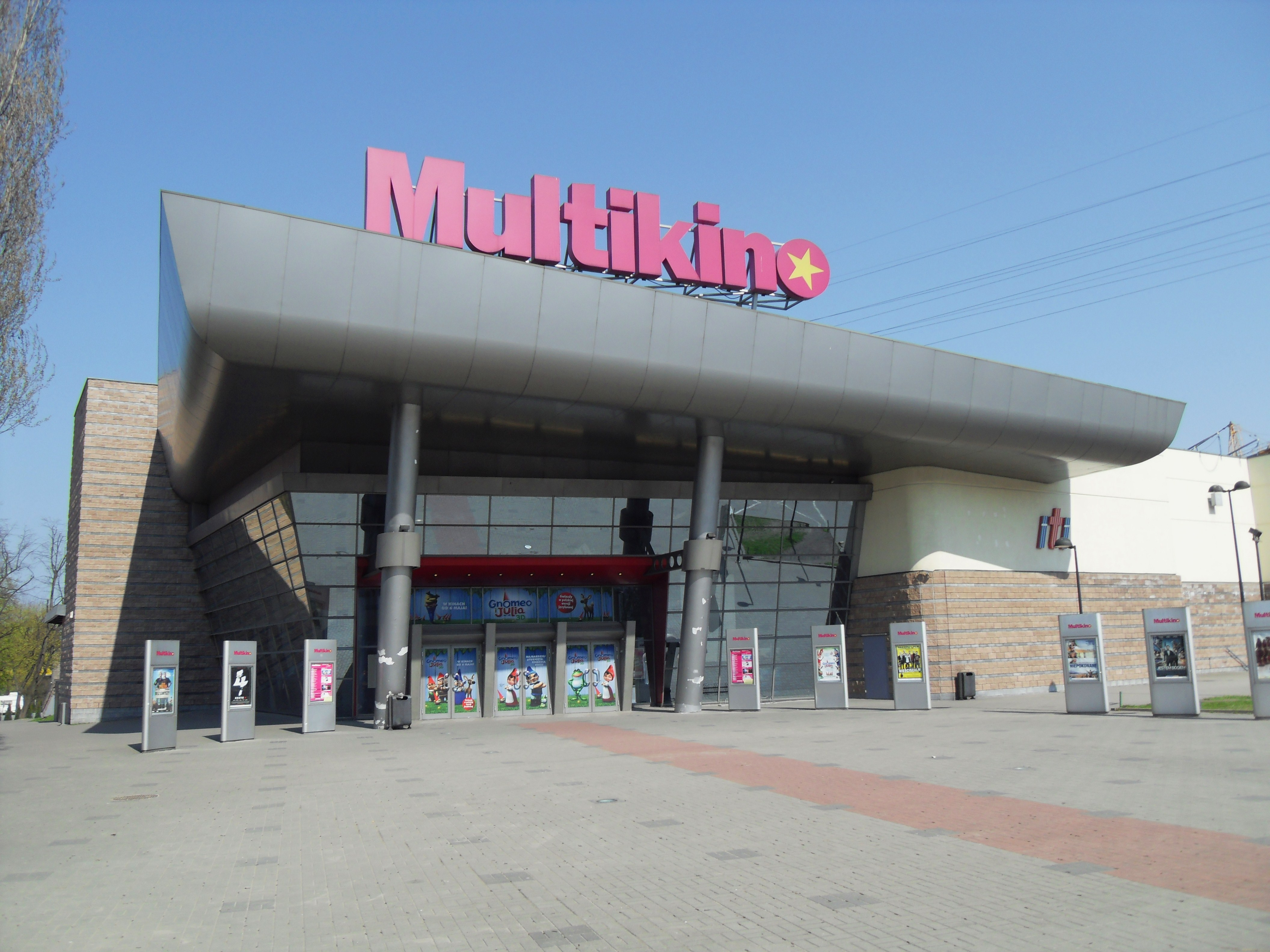
Cines Multikino

Desde 2008 Multikino proyecta películas en Tridimensional. En agosto de 2010, la red de cines abrió su primer cine fuera del territorio polaco, en Riga, Letonia. ITI también es el principal distribuidor de contenidos para cine. 
Además, el grupo posee toda una variedad de portales en Internet de temática diversa. Entre los más importantes se encuentra Onet.pl, un portal informativo, que fue vendido a un conglomerado alemán Ringier Axel Springer.
Otros nuevos medios que posee, por ejemplo, sería un mapa interactivo con GPS Zumi, la televenta Mango o un servicio de videos TVN Player. El conglomerado mediático ITI también es el propietario del club de fútbol Legia de Varsovia.